# 春秋決獄
春秋決獄（じゅんじゅうけつごく）または経議決獄（けいぎけつごく）は古代中国の裁判における判断基準。前漢中期の董仲舒が提唱し、孔子による儒学思想を中心とする六経の記載に依拠し犯罪者に対する処分を決定するものである。
法令体系に規定が存在しない場合、司法官は儒学思想に依拠して判断するものであり、儒学思想を法律体系の上位に規定するものであった。犯罪者の動機が儒学思想に依拠するものであった場合、軽罪もしくは免罪として処理され、動機が儒学思想に反するものであれば結果の如何に問わず重罪に問われる場合もあった。そのため司法官の任意な断罪が可能ともなり弊害を来たす場合もあった。
唐代の652年（永徽3年）に唐律疏義が編纂され律令制が確立すると、漢代から続いた春秋決獄は廃止された。